# 刘永才 (中国工程院院士)
刘永才（1942年12月21日—），吉林长春人，飞航技术专家，中国工程院院士。

## 履历[1]
- 1966年，于中国人民解放军军事工程学院毕业。
- 2009年，当选中国工程院院士。